# アクシス (企業)
株式会社アクシスは、主にデザインを中心とした事業を展開する日本の企業である。東京都港区六本木のAXISビルを拠点としたデザイン活動のほか、デザイン専門雑誌AXISの出版元として知られている。

## 概要
ブリヂストンサイクルのショールームとして利用されていた東京都港区六本木の土地の再開発プロジェクトとして、浜野安宏のプロデュースの下、1981年にAXISビルが完成し、その運営会社として株式会社アクシスが設立される。
AXISビルは商業施設であると同時に「デザインと生活の提案体」をコンセプトとした同社の活動拠点となっており、ギャラリーのほか、デザイン専門書店「BIBLIO PHILE（ビブリオファイル）」等の同社直営店舗も営業している。2022年には、日本初となる民間によるデザイン拠点としてグッドデザイン賞を受賞している。
また、同社が1981年から出版している雑誌「AXIS」は日本を代表するデザイン誌のひとつとされているほか、同誌で使われるAXISフォントも評価を得ている。